# Liste des zones postales au Royaume-Uni
 (mai 2023).
Si vous disposez d'ouvrages ou d'articles de référence ou si vous connaissez des sites web de qualité traitant du thème abordé ici, merci de compléter l'article en donnant les références utiles à sa vérifiabilité et en les liant à la section « Notes et références ».
Cet article contient une liste des zones postales au Royaume-Uni. Le système postal britannique se base sur un système de codes alphanumériques : les codes postaux. Chaque code postal britannique commence par un préfixe d'une ou deux lettres. Elles désignent en principe la situation géographique du centre de tri principal où transite le courrier avant d'être distribué aux particuliers. La seule exception à cette règle est la zone postale de Londres qui est divisée en secteurs dont les noms correspondent aux points cardinaux. 
Le découpage géographique concernant les codes postaux ne suit pas les frontières administratives ou historiques. Les districts postaux de Londres couvrent une superficie plus petite que l'Autorité du Grand Londres et beaucoup d'endroits de l'Outer London sont desservis par douze des zones postales adjointes (EN, IG, RM, DA, BR, TN, CR, SM, KT, TW, HA et UB), dont certaines sont entièrement comprises dans le Greater London.
Les comtés postaux ne sont plus demandés par la Royal Mail, et lorsqu'un comté est mentionné il est ignoré si la ville et le code postal sont écrits.

## Liste
| Zone postale | Nom                    | Notes                                          |
| ------------ | ---------------------- | ---------------------------------------------- |
| AB           | Aberdeen               |                                                |
| AL           | St Albans              |                                                |
| B            | Birmingham             |                                                |
| BA           | Bath                   |                                                |
| BB           | Blackburn              |                                                |
| BD           | Bradford               |                                                |
| BH           | Bournemouth            |                                                |
| BL           | Bolton                 |                                                |
| BN           | Brighton               |                                                |
| BR           | Bromley                |                                                |
| BS           | Bristol                |                                                |
| BT           | Belfast                | Recouvre toute l'Irlande du Nord               |
| CA           | Carlisle               |                                                |
| CB           | Cambridge              |                                                |
| CF           | Cardiff                |                                                |
| CH           | Chester                |                                                |
| CM           | Chelmsford             |                                                |
| CO           | Colchester             |                                                |
| CR           | Croydon                |                                                |
| CT           | Canterbury             |                                                |
| CV           | Coventry               |                                                |
| CW           | Crewe                  |                                                |
| DA           | Dartford               |                                                |
| DD           | Dundee                 |                                                |
| DE           | Derby                  |                                                |
| DG           | Dumfries               |                                                |
| DH           | Durham                 |                                                |
| DL           | Darlington             |                                                |
| DN           | Doncaster              |                                                |
| DT           | Dorchester             |                                                |
| DY           | Dudley                 |                                                |
| E            | Londres E              |                                                |
| EC           | Londres EC             |                                                |
| EH           | Édimbourg              |                                                |
| EN           | Enfield                |                                                |
| EX           | Exeter                 |                                                |
| FK           | Falkirk                |                                                |
| FY           | Blackpool              | Le code vient de Fylde                         |
| G            | Glasgow                |                                                |
| GL           | Gloucester             |                                                |
| GU           | Guildford              |                                                |
| HA           | Harrow                 |                                                |
| HD           | Huddersfield           |                                                |
| HG           | Harrogate              |                                                |
| HP           | Hemel Hempstead        |                                                |
| HR           | Hereford               |                                                |
| HS           | Hébrides extérieures   |                                                |
| HU           | Kingston-upon-Hull     |                                                |
| HX           | Halifax                |                                                |
| IG           | Ilford                 |                                                |
| IP           | Ipswich                |                                                |
| IV           | Inverness              |                                                |
| KA           | Kilmarnock             |                                                |
| KT           | Kingston upon Thames   |                                                |
| KW           | Kirkwall               | S'étend au-delà des îles seules.               |
| KY           | Kirkcaldy              |                                                |
| L            | Liverpool              |                                                |
| LA           | Lancaster              |                                                |
| LD           | Llandrindod Wells      |                                                |
| LE           | Leicester              |                                                |
| LL           | Llandudno              |                                                |
| LN           | Lincoln                |                                                |
| LS           | Leeds                  |                                                |
| LU           | Luton                  |                                                |
| M            | Manchester             |                                                |
| ME           | Rochester              | Le code vient de Medway                        |
| MK           | Milton Keynes          |                                                |
| ML           | Motherwell             |                                                |
| N            | Londres N              |                                                |
| NE           | Newcastle upon Tyne    |                                                |
| NG           | Nottingham             |                                                |
| NN           | Northampton            |                                                |
| NP           | Newport                |                                                |
| NR           | Norwich                |                                                |
| NW           | Londres NW             |                                                |
| OL           | Oldham                 |                                                |
| OX           | Oxford                 |                                                |
| PA           | Paisley                |                                                |
| PE           | Peterborough           |                                                |
| PH           | Perth                  |                                                |
| PL           | Plymouth               |                                                |
| PO           | Portsmouth             |                                                |
| PR           | Preston                |                                                |
| RG           | Reading                |                                                |
| RH           | Redhill                |                                                |
| RM           | Romford                |                                                |
| S            | Sheffield              |                                                |
| SA           | Swansea                |                                                |
| SE           | Londres SE             |                                                |
| SG           | Stevenage              |                                                |
| SK           | Stockport              |                                                |
| SL           | Slough                 |                                                |
| SM           | Sutton                 |                                                |
| SN           | Swindon                |                                                |
| SO           | Southampton            |                                                |
| SP           | Salisbury              | Le code vient de Salisbury Plain.              |
| SR           | Sunderland             |                                                |
| SS           | Southend-on-Sea        |                                                |
| ST           | Stoke-on-Trent         |                                                |
| SW           | Londres SW             |                                                |
| SY           | Shrewsbury             |                                                |
| TA           | Taunton                |                                                |
| TD           | Galashiels             | Le code vient du Tweed                         |
| TF           | Telford                |                                                |
| TN           | Tonbridge              |                                                |
| TQ           | Torquay                |                                                |
| TR           | Truro                  |                                                |
| TS           | Cleveland (Angleterre) | Le code vient du Teesside                      |
| TW           | Twickenham             |                                                |
| UB           | Southall               | Le code vient d'Uxbridge                       |
| W            | Londres W              |                                                |
| WA           | Warrington             |                                                |
| WC           | Londres WC             |                                                |
| WD           | Watford                |                                                |
| WF           | Wakefield              |                                                |
| WN           | Wigan                  |                                                |
| WR           | Worcester              |                                                |
| WS           | Walsall                |                                                |
| WV           | Wolverhampton          |                                                |
| YO           | York                   |                                                |
| ZE           | Lerwick                | Le code vient du nom vieux norrois de Shetland |

## Les dépendances de la couronne
Les dépendances de la Couronne n'ont introduit l'usage du code postal qu'au début des années 1990.
- GY - Guernesey
- JE - Jersey
- IM - Île de Man

## Territoires outre-mer
Certains des territoires britanniques d'outre-mer ont des codes postaux, valides pour toutes les adresses locales. Ils ont été mis en place entre 2003 et 2005 pour éviter des erreurs d'acheminement du courrier, et pour aider les habitants de ces territoires à faire du commerce en-ligne à partir de sites qui nécessitent un code postal pour valider l'adresse.
- ASCN 1ZZ - Île de l'Ascension
- BBND 1ZZ - Territoire britannique de l'océan Indien
- BIQQ 1ZZ - Territoire britannique de l'Antarctique
- FIQQ 1ZZ - Îles Malouines
- PCRN 1ZZ - Îles Pitcairn
- SIQQ 1ZZ - Géorgie du Sud-et-les Îles Sandwich du Sud
- STHL 1ZZ - Île Sainte-Hélène
- TDCU 1ZZ - Île Tristan da Cunha

## Les zones postales disparues
Au milieu du XIXe siècle, les débuts d'un code postal ont été établis. Londres a été divisée en 10 zones, comme SW et WC, qui sont toujours en vigueur. Au début du XXe siècle, ils ont été partitionnés en districts comme SW16, qui forment les codes actuels. Au même moment, les grandes villes ont été divisées en districts postaux, comme Liverpool 6 qui est devenu L6.
Cependant plusieurs de ces zones n'ont pas duré longtemps :
- Londres 
  - NE a été abandonné au XIXe siècle en fusionnant la zone E avec quelques parties des autres zones. Quelques rues dans l'est de Londres y ont encore le suffixe NE accolé. La zone postale NE a été attribuée à Newcastle-Upon-Tyne par la suite.
  - S a été abandonné au XIXe siècle en fusionnant les zones SE et SW. S a été réattribué à Sheffield.

- Glasgow
  - Glasgow avait un statut particulier parmi les autres villes britanniques car elle avait des districts géographiques similaires à ceux de Londres, à cause de son statut de Seconde ville de l'Empire Britannique (secteurs C, W, NW, N, E, S, SW, SE). Lorsque les codes postaux ont été modifiés pour comporter la lettre G, C1 est devenu G1, etc.[2]. Comme NW et SE n'avaient pas été découpés, ils sont devenus G20 et G50.

- Dublin
  - Dublin a été divisée en districts postaux par les offices de poste britanniques en 1917, en même temps que d'autres grandes villes comme Liverpool et Manchester. Après la création de l'état libre irlandais, la république d'Irlande et le gouvernement irlandais n'ont pas adopté de codes postaux, cependant les districts postaux irlandais sont restés identiques et les adresses correctes ont la forme Dublin 7. Le code D n'a pas été réutilisé au Royaume-Uni. Le gouvernement irlandais envisage d'introduire des codes postaux avant le 1er janvier 2008. On ne sait pas si des codes numériques ou alphanumériques seront utilisés, cependant l'intégration des districts postaux de Dublin vont peut-être entraîner l'adoption de codes alphanumériques, comme ce fut le cas au Royaume-Uni avec Londres dans les années 1960.

## Cas spécifiques
Notons deux cas particuliers :
- le code de l'ancienne Girobank, qui appartenait aux Postes, qui était GIR 0AA ;
- le code pour les lettres adressées au Père Noël : SAN TA1.

Il y a aussi un code fictif :
- E20 - Walford, East London (série télévisée EastEnders).